# ケーブルサラダ
『ケーブルサラダ』は、2023年11月15日に発売された夏川椎菜の3枚目のアルバム。「ラフセカンド」（作詞：夏川本人、作曲：田中秀典、編曲：川口圭太）のほか、シングル表題曲2曲を含む全13曲が収録された。

## 概要
タイトルの「ケーブルサラダ」は、ドイツ語の「カーベルザラート（Kabelsalat）」という言葉を英語にした意味で付けられた。また、アルバムは「あきらめ」がベースにあり、「何もかも1回あきらめた先に抱く感情だったり、見えてくる情景だったり」が描かれたものであるという。
本アルバムを引っ提げ、3rdライブツアー「ケーブルモンスター」（2023年12月16日 - 2024年1月21日）が開催された。

## 収録内容

### 収録曲
| #   | タイトル                     | 作詞                             | 作曲                             | 編曲                             |
| --- | ---------------------------- | -------------------------------- | -------------------------------- | -------------------------------- |
| 1.  | 「メイクストロボノイズ !!!」 | 夏川椎菜                         | HAMA-kgn                         | HAMA-kgn                         |
| 2.  | 「passable :(」(*)           | 夏川椎菜                         | 川口圭太                         | 川口圭太                         |
| 3.  | 「ライダー」                 | かわむら（ポップしなないで）     | かわむら（ポップしなないで）     | かわむら（ポップしなないで）     |
| 4.  | 「I Can Bleah」              | カメレオン・ライム・ウーピーパイ | カメレオン・ライム・ウーピーパイ | カメレオン・ライム・ウーピーパイ |
| 5.  | 「羊たちが沈黙」             | 夏川椎菜                         | 川崎智哉                         | 川崎智哉                         |
| 6.  | 「ユエニ」(*)                | 夏川椎菜                         | 草野華余子                       | eba、岸田                        |
| 7.  | 「Bluff 2」                  | ワタナベハジメ                   | 長谷川大介                       | 長谷川大介                       |
| 8.  | 「ササクレ」(*)              | 夏川椎菜                         | 山田竜平                         | 山田竜平                         |
| 9.  | 「消えないメランコリー」     | やぎぬまかな                     | めんま                           | めんま                           |
| 10. | 「エイリアンサークル」       | 夏川椎菜                         | 山崎真吾                         | 山崎真吾                         |
| 11. | 「コーリング・ロンリー」     | 田口かやな（sympathy）           | 田口かやな（sympathy）           | 川口圭太                         |
| 12. | 「だりむくり」(*)            | 夏川椎菜                         | 川口圭太                         | 川口圭太                         |
| 13. | 「ラフセカンド」             | 夏川椎菜                         | 田中秀典                         | 川口圭太                         |

（ * は既存曲。）

### 特典映像

#### 初回生産限定盤 Blu-ray
| #  | タイトル                               | 作詞 | 作曲・編曲 |
| -- | -------------------------------------- | ---- | ---------- |
| 1. | 「リードトラック」(Music Video)        |      |            |
| 2. | 「リードトラック」(Music Video Making) |      |            |

#### 完全生産限定盤 Blu-ray
| #  | タイトル                               | 作詞 | 作曲・編曲 |
| -- | -------------------------------------- | ---- | ---------- |
| 1. | 「リードトラック」(Music Video)        |      |            |
| 2. | 「リードトラック」(Music Video Making) |      |            |